# Transformatorenstation Neue Neustadt

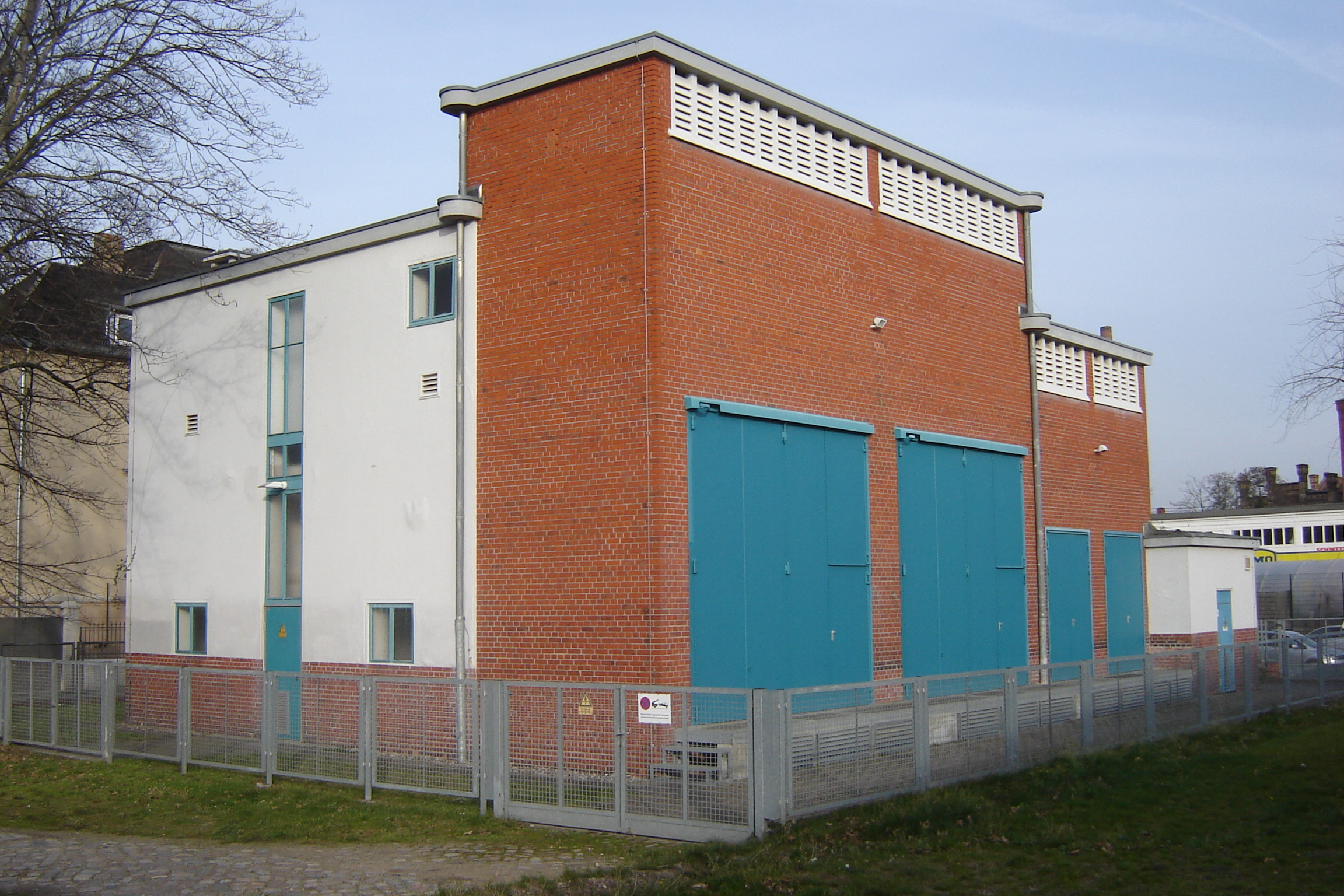
Transformatorenstation im Magdeburger Stadtteil Neue Neustadt

Die Transformatorenstation Neue Neustadt ist eine denkmalgeschützte Transformatorenstation im Magdeburger Stadtteil Neue Neustadt in Sachsen-Anhalt. Im örtlichen Denkmalverzeichnis ist sie seit dem 23. Juni 1994 unter der Erfassungsnummer 094 82211 als Baudenkmal verzeichnet.
Bei dem Bauwerk mit der Adresse Lübecker Straße 7 in Magdeburg handelt es sich um ein im Stil der Neuen Sachlichkeit nach Plänen von Johannes Göderitz im Jahr 1928 errichtetes Gebäude, das teils als Putz- und teils als roter Klinkerbau mit einem Flachdach errichtet wurde. Es wirkt wie aus mehreren geometrischen Baugliedern zusammengesetzt. Die meisten Fenster sind entweder zu horizontalen Bändern oder zu vertikalen Glasstreifen angeordnet. In der Südfassade befinden sich zwei große Eingangstore.